# 마스터스 신학교

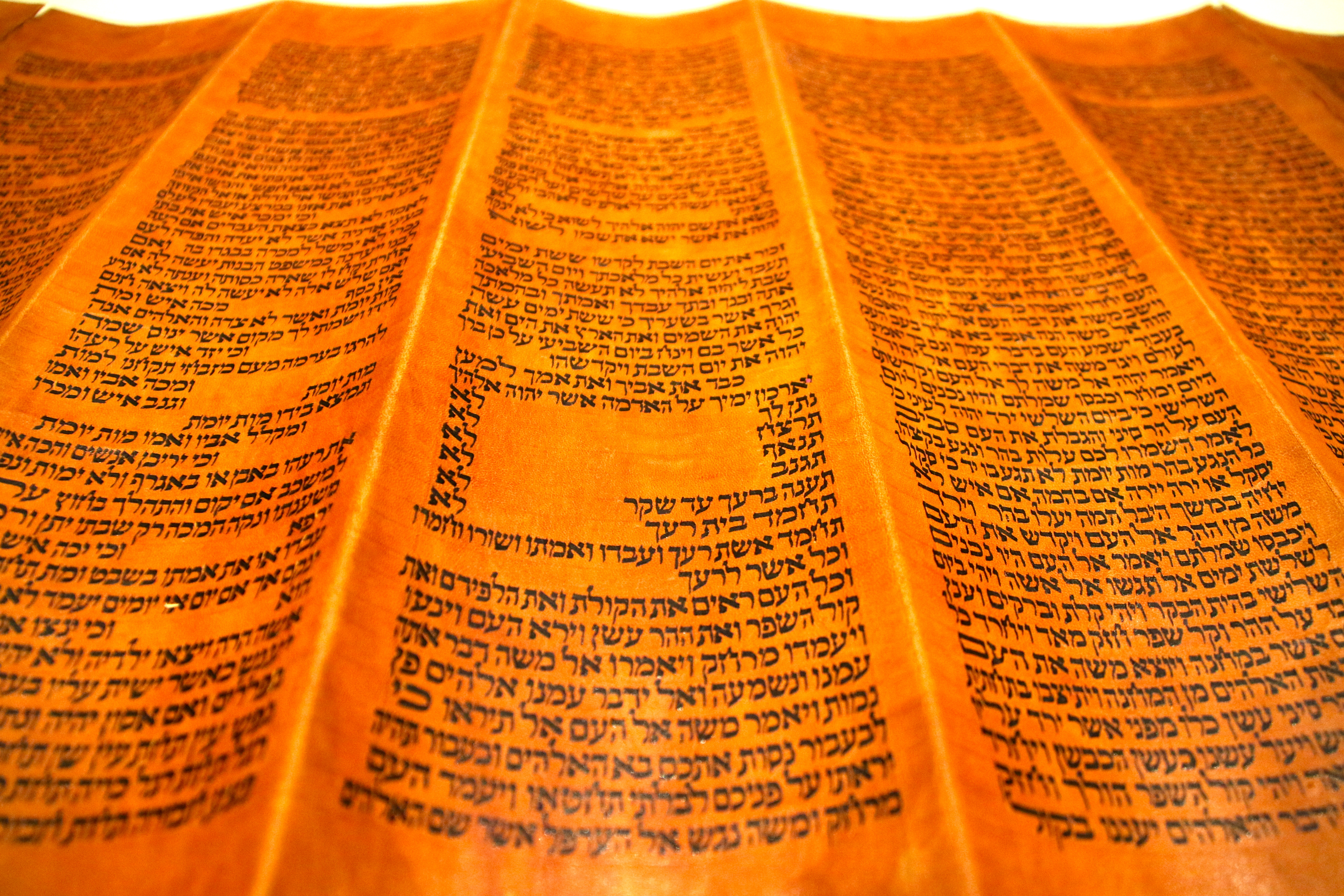
토라 사본

마스터스 신학교(The Master 's Seminary, TMS)는 캘리포니아 주 선 밸리에 있는 그레이스 커뮤니티 교회 (Grace Community Church) 건물을 캠퍼스로 사용하고 있다. 전문적인 신학교육을 받기 원했던 그레이스 교회의 청년들의 요구로 인해 시작되었으며, 9년간 탈봇 '밸리 캠퍼스'의 대학부설로 운영 후, 1986년 가을학기에 95명의 학생들로 첫 개강했다. 마스터스 대학교에 소속된 신학대학원 분교이다. 신학적 경향은 보수적 복음주의, 개혁주의, 그리고 세대주의이다. 성경무오설을 주장하고 종말론에 있어서 전천년설과 세대주의이다.  현재 도서는 35만권을 보유하고 있다. 1990년부터 학술지 The Master's Seminary Journal (ISSN 1066-3959)가 발행되고 있다.
ISSN 1066-3959

## 유명 학자들 강좌제목
- 1991  Homer A. Kent, "Exposition of Acts"
- 1992  Robert L. Saucy, "Dispensational Theology"
- 1993  Kenneth L. Barker, "Scope of OT Theology as Fulfilled in Christ's First and Second Advents"
- 1997  Walter C. Kaiser Jr., "Old Testament Ethics"
- 1998  George W. Knight III, "Studies in the Pastoral Epistles"
- 1999  John Feinberg, "Continuity and Discontinuity Between the Testaments
- 2001  Eugene H. Merrill, "Theology of the Pentateuch"
- 2002  Harold Hoehner, "Exposition of Ephesians"
- 2003 웨인 그루뎀, "Biblical Manhood and Womanhood"
- 2005  R. 켄트 휴그스, "Paul's Concept of Ministry in Second Corinthians"
- 2007  John D. Hannah, "Life of Jonathan Edwards"
- 2008  Douglas J. Moo, "Exposition of James"
- 2009  Daniel I. Block, "Worship in the Old Testament"
- 2010  Bruce A. Ware, "Universal Reign of the Triune God"
- 2012  John Feinberg, "Issues in Christian Ethics"

## 유명교수
- F. David Farnell

## 같이 보기
- 존 F. 맥아더
- 마스터스 대학교
- Grace Community Church